# Rodrigues Alves (Acre)
Rodrigues Alves es un municipio que está localizado en el oeste del Acre (Brasil). Su población es de 12 428 habitantes y su área es de 3 305 km² (3,8 hab./km²).
Limita al oeste con el Perú, al norte  con el municipio de Cruzeiro do Sul y al sur y este con el municipio de Mâncio Lima.